# Paulo Pezzolano
Paulo César Pezzolano Suárez (Montevideo, 25 aprile 1983) è un allenatore di calcio ed ex calciatore uruguaiano, di ruolo attaccante, tecnico del Watford.

## Palmarès

### Giocatore
- Campionato paranaense: 1

Atletico Paranaense: 2005

### Allenatore
- Segunda División Profesional de Uruguay: 1

Montevideo City Torque: 2017
- Campeonato Brasileiro Série B: 1

Cruzeiro: 2022